# Wasserkunst Wismar

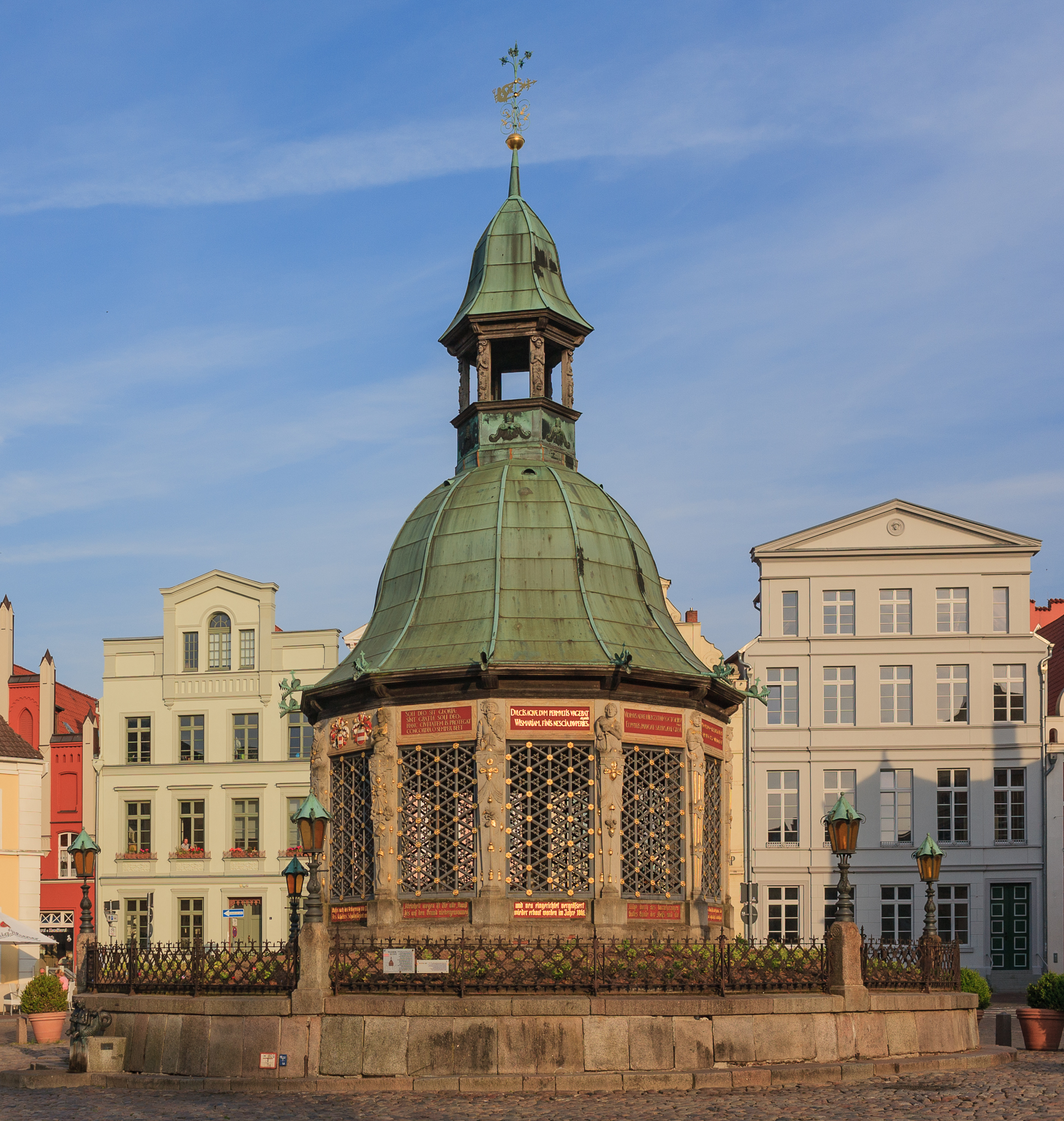
Wasserkunst Wismar

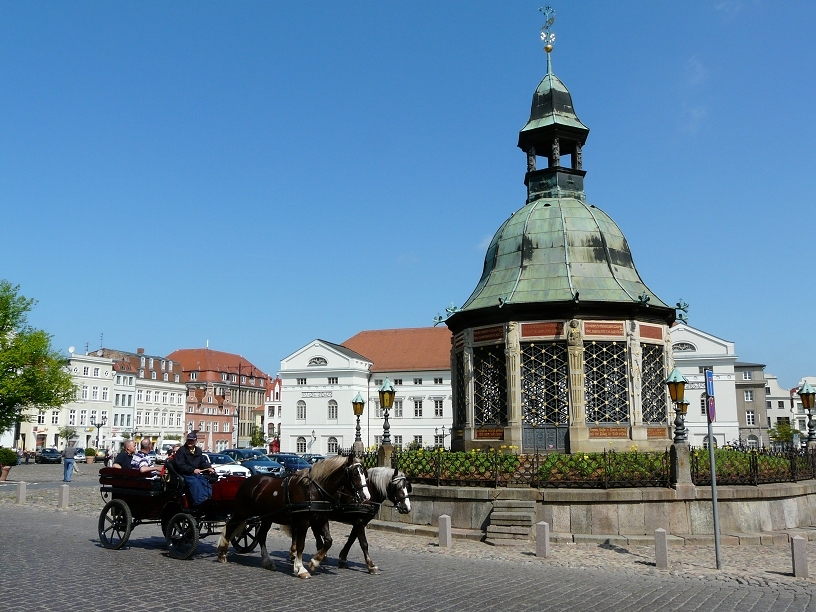
Wismarer Wasserkunst auf dem Marktplatz

Querschnittszeichnung eines Rekonstruktionsvorschlags 1858

Die Wismarer Wasserkunst befindet sich auf dem einen Hektar großen Marktplatz in Wismar und gilt als Wahrzeichen der Stadt. Sie ist ein Bauwerk nach Plänen des Utrechter Baumeisters Philipp Brandin und funktionierte nach dem Prinzip des Laufbrunnens. Die Umsetzung dieser Pläne dauerte von etwa 1579 bis 1602. Der Zwölfeckbau in zarter Steinarbeit ist im Stil der niederländischen Renaissance erbaut worden. Auf den aus Kalkstein gefertigten Ecken befindet sich eine kupferne Haube mit einer sechseckigen Laterne.

## Geschichte
Im 16. Jahrhundert begannen die Stadtväter, die Trinkwasserversorgung der Stadt zu organisieren.
Zunächst genügten kleine Brunnen für die Wasserversorgung. Im Jahr 1563 wurde eine vom Mühlenteich gespeiste Wasserkunst gebaut. Da der Bedarf stieg, wurde Wasser von den Metelsdorfer Quellen abgeleitet. Man führte das Quellwasser durch Holzrohre zu einem Sammelbecken, einem hölzernen Brunnen in der Altwismarstraße. 1595 wurde das Sammelbecken auf den Markt verlegt.
Als der Holzbrunnen brüchig wurde und den Ansprüchen der anwachsenden Stadt nicht mehr genügte, übernahm Philipp Brandin 1579 die Bauplanung für einen stenern Kasten und entwarf Pläne für die Wasserkunst aus Stein. Für diese Arbeit bekam er 200 Taler Anzahlung. Die Steine für die neue Wasserkunst wollte er aus Gotland liefern lassen.
Aufgrund von Streitigkeiten zwischen dem Rat und der Bürgerschaft wurden keine Gelder mehr zur Vollendung des Bauwerks zur Verfügung gestellt, woraufhin Brandin androhte, wenn er keine Förderung mehr bekomme und nicht anfangen könne, eine Entschädigung zu verlangen.
1581 war noch kein Stein gesetzt. Es wurden erfolglose Verhandlungen über den Weiterbau der Wasserkunst geführt. 1590 war Brandin bereit, die noch nicht vorhandenen Steine als Ersatz für die ihm vorgeleisteten 200 Taler abzutreten. 1594 war der Bürgerausschuss mit dem Bau einverstanden, dessen Kosten auf 600 Taler geschätzt wurden. Der damalige Bürgermeister Hinrich Schabbell rechnete jedoch mit ca. 1000 Talern, da die Steine noch nicht vorhanden waren. Als die Gemeinde 100 Taler zum Bau dazu gab, kamen Beschwerden von der Bevölkerung, die argwöhnte, die Wasserkunst sei nur zur Zierde und nicht zweckdienlich. Der Bau wurde jedoch trotzdem fortgesetzt.
Um 1600 beschloss der Rat, die Wasserkunst unvollständig bleiben zu lassen, da die benötigten restlichen Steine nicht in der geforderten Qualität gebrannt werden könnten. Im September 1600 erfolgte eine Besprechung zwischen dem Rat und einem ungenannten Steinmetz über den weiteren Bauverlauf. Da Philipp Brandin 1594 verstarb, kam er nicht mehr in Frage. Aus Abrechnungen der Stadt geht hervor, dass es sich um den Lübecker Meister Heinrich Dammert handelte, der 1602 das Bauwerk vollendete.
Der Wismarer Archivrat Friedrich Techen (1859–1936) bezweifelt, ob das Bauwerk Brandin wirklich zugeschrieben werden darf.

## Denkmal

„Nix und Nixe“

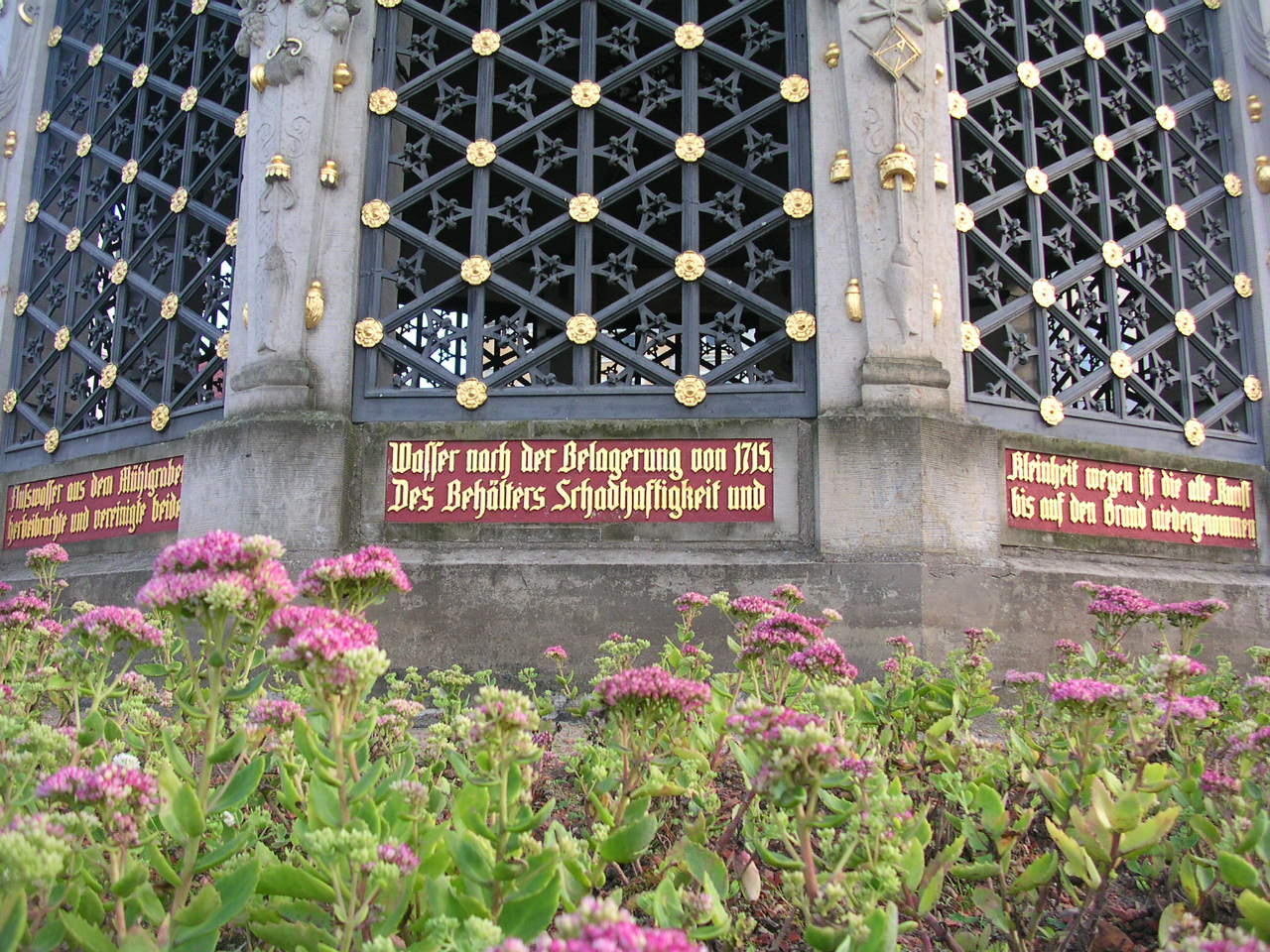
Inschrift am Brunnen

Rund 220 Häuser und 16 öffentliche Schöpfstellen bekamen durch ein Leitungssystem fortwährend Nachschub mit Quellwasser.
An der Ostseite der Wasserkunst befanden sich zwei Bronzefiguren als Wasserleiter. Man nannte sie Nix und Nixe und im Volksmund Adam und Eva. Was aber besonders schwer wog, war der Umstand, dass der Volksmund dazu auch „Frau- und Mannloch“ sagte. Damit war das Maß der Wismarer Oberen voll. Die Figuren wurden später aus Schamgefühl entfernt und in das Stadtmuseum Schabbellhaus gebracht.
1685 errichtete der Wismarer Rat in einem Wehrturm einen neuen Wasserturm – den Alten Wasserturm –, um in Kriegszeiten nicht abhängig zu werden. Der Alte Wasserturm wurde mit der Wasserkunst auf dem Markt 1715 durch hölzerne Leitungen verbunden.
Als die Anlage zerfiel und der Wasserbehälter zu klein wurde, nahm man 1861 eine umfassende Rekonstruktion nach Plänen von Heinrich Thormann vor. Er ließ den Unterbau vergrößern und mit Rasen verzieren. Das Leitungssystem aus Holz in der Innenstadt wurde durch gusseiserne Rohre ersetzt. Über und unter dem Gitter, rund um die Wasserkunst, befindet sich eine lateinische Inschrift, welche die Trinkwasserversorgung vergangener Zeit beschreibt. Bei der Restauration wurde die Inschrift ins Deutsche übersetzt und neben ihr angebracht.

„Brunnen, Wasser in Tonnen verkauft, und eine Leitung die Grube entlang, befriedigten nicht die Bedürfnisse der Stadt, und deshalb führte man 1571 durch Röhren frisches Quellwasser von Metelsdorf auf den Markt. Kriegsnoth wegen richtete man 1682 das Pumpwerk ein, welches Flusswasser aus dem Mühlengraben herbeibrachte und vereinigte beides Wasser nach der Belagerung von 1715. Des Behälters Schadhaftigkeit und Kleinheit wegen ist die alte Kunst bis auf den Grund niedergenommen und neu eingerichtet, vergrößert wieder erbaut worden im Jahre 1861. Möge durch des barmherzigen Gottes Gnade der Fleiß und die Treue der Vorsteher auf lange Zeit hin dies der Gesundheit, Reinlichkeit und öffentlichen Sicherheit gewidmete Werk unserer Stadt erhalten.“

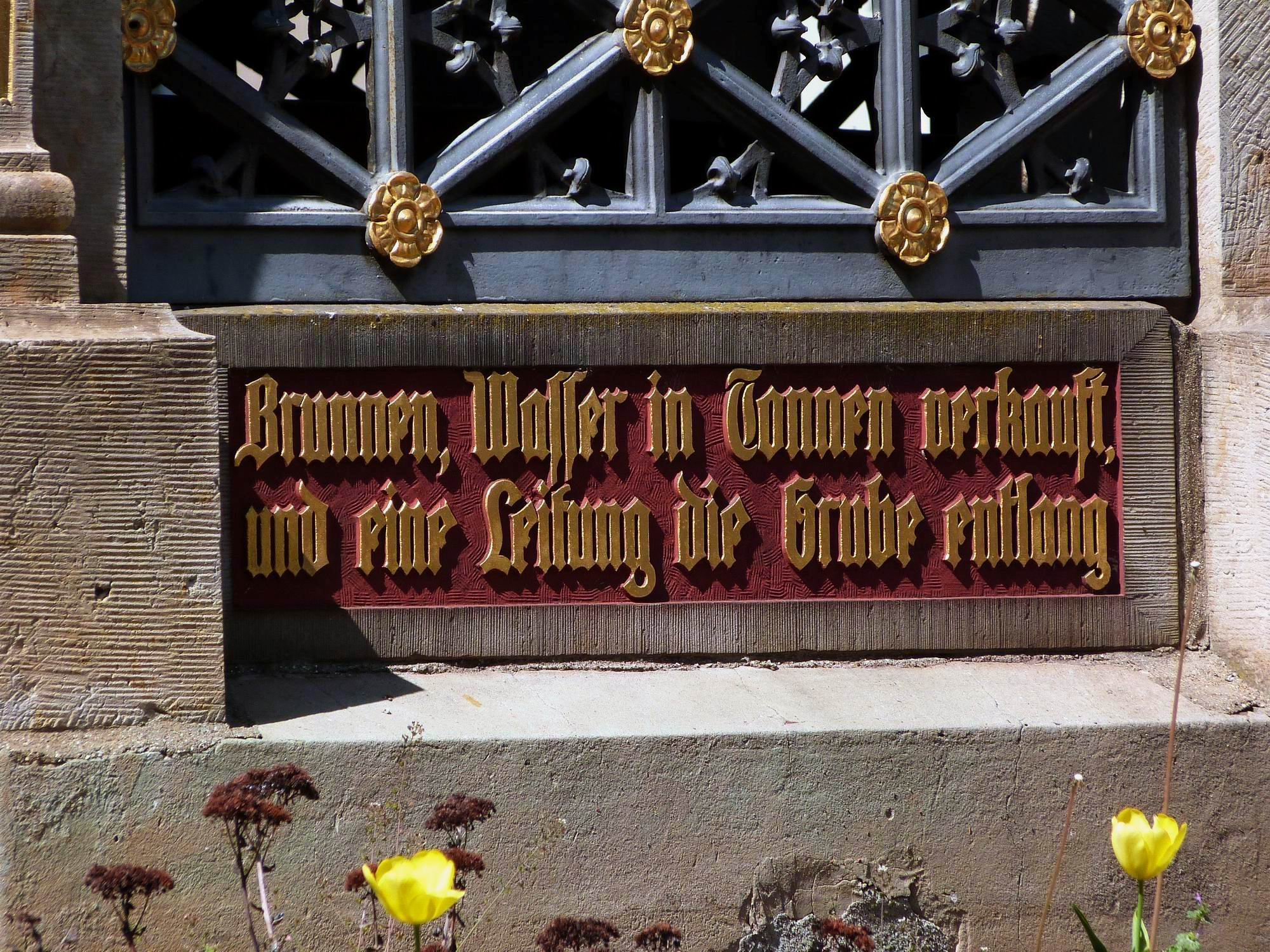
Inschrift von 1861 an der Wasserkunst

1897 wurde die Wasserkunst durch eine neue Art Wasserversorgung abgelöst.
Weil die Wismarer Wasserkunst ein sehr schützenswertes Bauwerk und von hohem künstlerischen Rang ist, unterstützte das Institut für Denkmalpflege Schwerin die umfassende Restaurierung von 1966 bis 1976. Die Beaufsichtigung der Steinarbeiten hatte der Schweriner Bildhauermeister Rolf Lange. Mitgeholfen hatten seine Familienangehörigen. Ein Klempnermeister aus Schwerin, ein Holzbildhauer aus Güstrow, der Wismarer Schmiedemeister Heinrich Schoknecht und viele andere Fachleute erledigten die Arbeiten.
1998 war bisher die letzte Ausbesserung der Wasserkunst. Dabei wurde eine Kopie der Nix und Nixe wieder aufgestellt. Im Dezember 2005 brannte es, ausgelöst durch die Elektrik, während des Weihnachtsmarktes in der Wasserkunst. Durch den Kabelbrand entstanden aber keine Schäden am Bauwerk.